# Kate Bruce

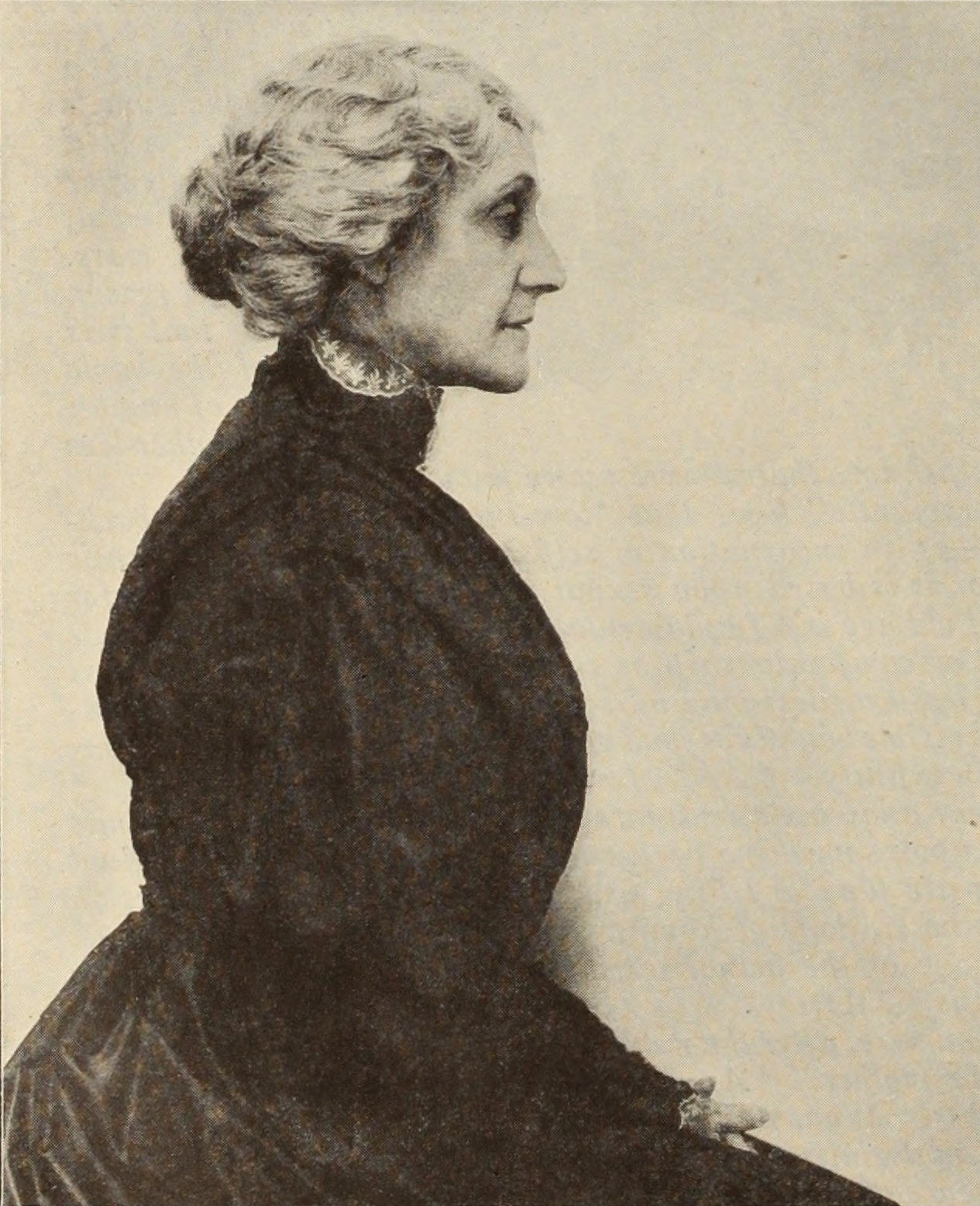
Kate Bruce, 1921

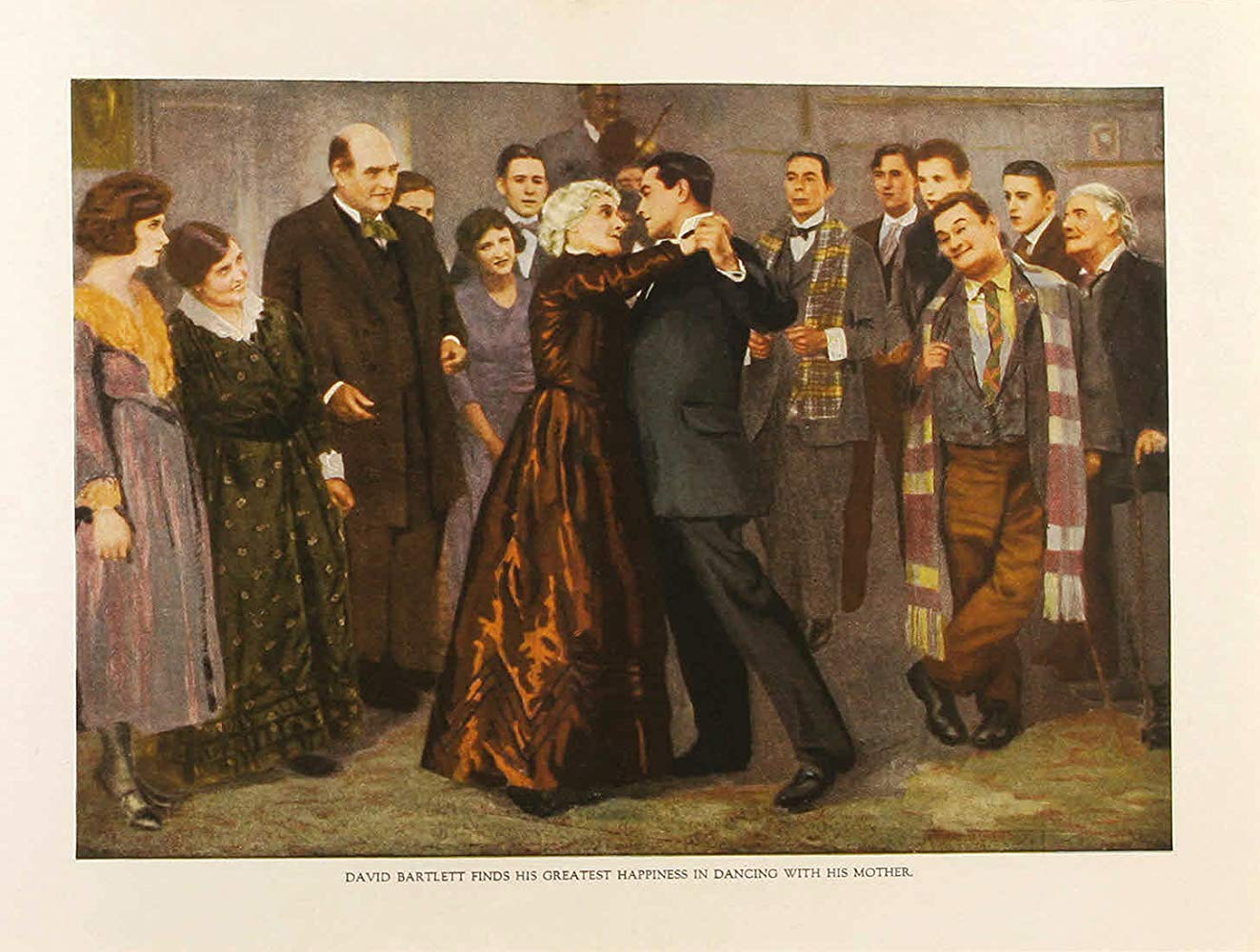
Kate Bruce und Richard Barthelmess in Weit im Osten, kolorierte Lobby Card, 1920

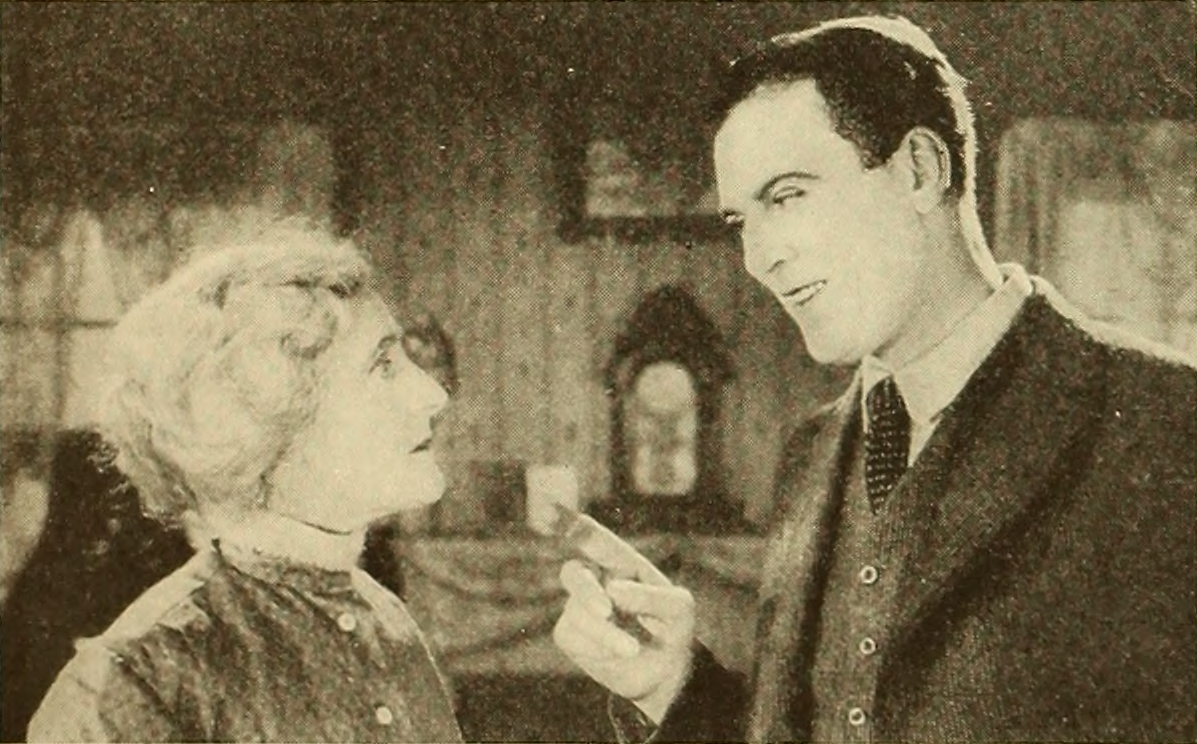
Kate Bruce und Thomas Meighan in The City of Silent Men, 1921

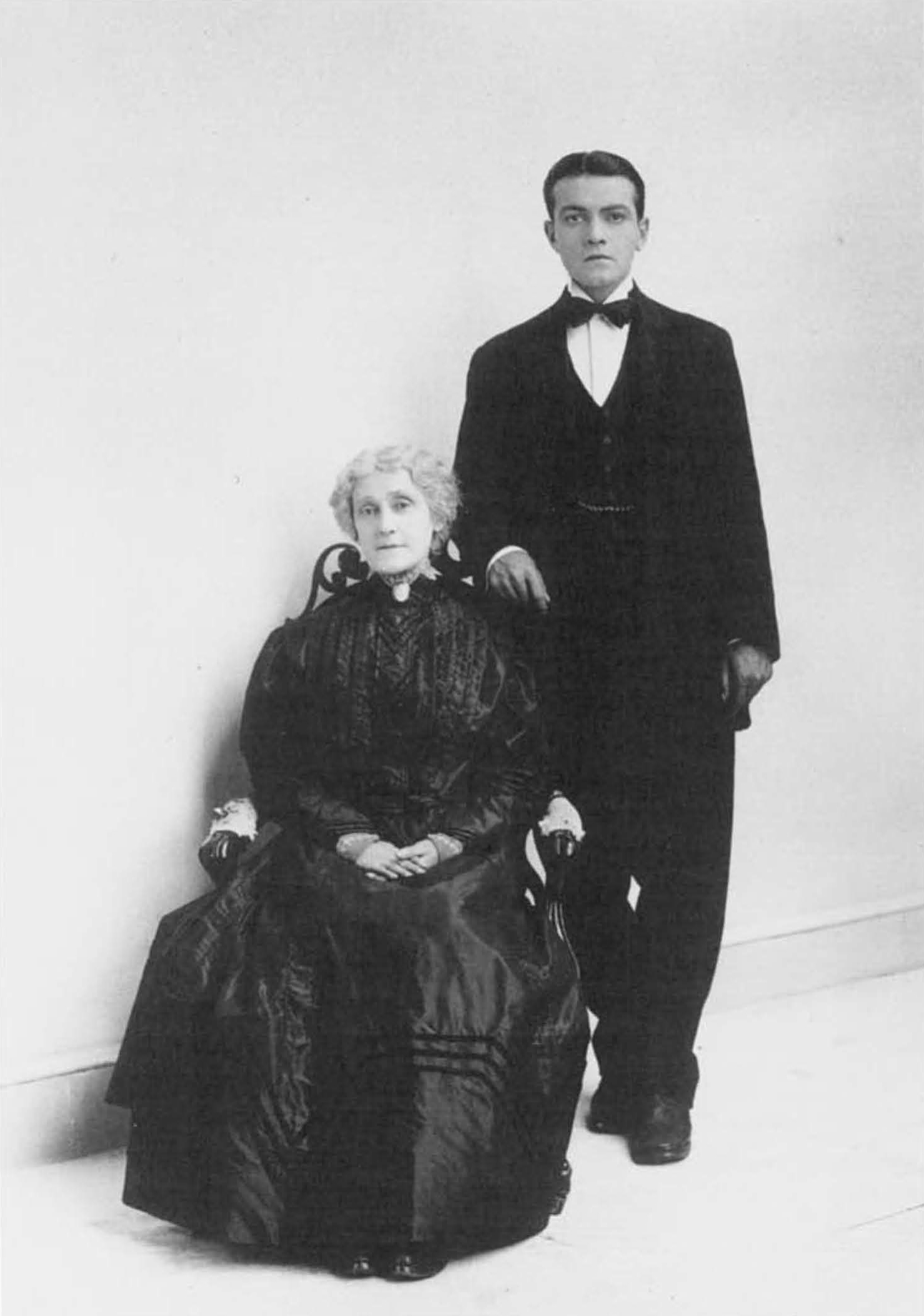
Kate Bruce und Richard Barthelmess in Weit im Osten, 1920

Kate “Brucie” Bruce, Pseudonym Phyllis Forde (geboren am 17. Februar 1860 in Columbus, Indiana; gestorben am 2. April 1946 in New York, New York), war eine US-amerikanische Schauspielerin der Stummfilmzeit. Sie spielte zwischen 1908 und 1931 in fast 300 Filmen mit.

## Werdegang
Über Kate Bruces Leben vor dem Film ist wenig bekannt. Sie soll den Angaben von Lillian Gish zufolge als Pflegerin in einem lunatic asylum gearbeitet haben. Zudem wird ihr die Zugehörigkeit zu einer reisenden Schauspielertruppe bescheinigt, die in den gesamten östlichen Vereinigten Staaten aufgetreten ist. Das einzige für Bruce nachgewiesene Theater-Engagement ist vom 13. April bis zum 4. Mai 1903 eine Rolle in The Starbucks von Opie Read, das in diesem Zeitraum 24 Mal im Daly’s Theatre auf dem Broadway aufgeführt wurde. Zeitweise, aber nicht im Filmgeschäft, führte Bruce das Pseudonym Phyllis Forde. Erst 1908, mit 48 Jahren, begann sie bei der Biograph Company und deren Regisseur David Wark Griffith ihre Filmkarriere.
Kate Bruces erste Filmrollen waren im Juli 1908 Griffith’ The Fight for Freedom und im folgenden Monat The Greaser’s Gauntlet. Es folgten fast 300 Stummfilmrollen, fast immer in der Rolle der Mutter und bis 1913 fast ausschließlich unter dem Regisseur Griffith.
In einer Zusammenstellung der Biografien von 100 Schauspielern und Schauspielerinnen des (US-amerikanischen) Stummfilms nennt der Filmhistoriker Anthony Slide Kate Bruce die Mutter aller Mütter. Die viktorianische Gefühlswelt und Moralvorstellungen eines David Wark Griffith waren von großer Wertschätzung der Mutterrolle geprägt, und in den meisten seiner Filme konnte nur Kate Bruce seinen Ansprüchen genügen.
Das US-amerikanische Filmmagazin Photoplay charakterisierte Kate Bruce als eine Schauspielerin, in deren Darstellung von Mutterrollen jeder irgendeine Eigenschaft seiner eigenen Mutter wiederfinden kann. Im Grundsatz ist sie die vergebende, großherzige, geduldige und vertrauensvolle Mutter, die unter den Lasten und Sorgen eines anstrengenden Lebens vor der Zeit ergraut ist. Was auch immer passiert, sie bleibt in ihrem Glauben unerschütterlich, sie ist gutmütig, großzügig und strahlt eine zärtliche Güte aus, die nur eine liebende Mutter besitzt. Eine Mutter wie Kate Bruce sie darstellt ist nicht sentimental, aber auch nicht böswillig oder selbstsüchtig. Sie ist niemals aggressiv, aber sie ist dennoch überlegen – durch ihr schlichtes, direktes und manchmal tragisches Auftreten. In der Rolle einer Mutter in Weit im Osten sei Kate Bruce perfekt gewesen.
Bruces letzter Film war 1931 Der Kampf (The Struggle), ihr einziger Tonfilm und auch für Griffith der Abschied aus dem Filmgeschäft.

## Privatleben
Blanche Sweet erinnerte sich an Bruce als eine liebe Person, sehr leise, sehr ruhig, und eher scheu und schweigsam. Es wird angenommen, dass Bruce nie verheiratet war und keine Kinder hatte. Der britische Filmhistoriker Anthony Slide hält es für wahrscheinlich, dass sie lesbisch war, und bezieht sich auf Linda Arvidsons Erinnerungen When the Movies Were Young, die er als Stummfilm-Variante von Kenneth Angers Hollywood Babylon bezeichnet. Arvidson erging sich in einer Vielzahl von Andeutungen über das Sexualverhalten der Schauspieler der Biograph Company. Über Sainty Brucie schrieb sie, diese habe alle hinreichend wichtigen weiblichen Köpfe abwechselnd in ihrem Schoß oder an ihren Schultern geborgen (pillowed in her lap or on her shoulder by turns, all the feminine heads of sufficient importance).
Kate Bruce war eine enge Freundin von Lillian Gish und ihrer Schwester Dorothy Gish. Beide kümmerten sich nach Bruces Rückzug aus dem Filmgeschäft um sie und bezahlten auch ihr kleines Hotelzimmer an der Madison Avenue in Manhattan in New York City. Einmal in der Woche kam Lillians Hausmädchen vorbei um nach dem Rechten zu sehen, und zwei oder drei Mal wöchentlich kam Bruce zu Lillian und ihrer Mutter Mary Gish zum Abendessen, anschließend beschäftigten Kate und Mary sich mit Puzzles. Bruce starb im April 1946, während Lillian Gish sich in Europa aufhielt. Dorothy organisierte die Beisetzung, konnte aber keine Angehörigen ermitteln. Als die Schwestern den Nachlass Bruces durchsahen fanden sie nichts von Wert. Alle Geschenke der Gishs hatte sie jedoch aufbewahrt, sogar ein schwarzes Abendkleid, das sie ihr ein Vierteljahrhundert zuvor zur Premiere von Weit im Osten geschenkt hatten, lag von Motten zerfressen in einem Koffer.

## Filmografie (Auswahl)

### Kurzfilme
- 1908: The Fight for Freedom
- 1908: The Greaser’s Gauntlet
- 1908: Behind the Scenes
- 1908: An Awful Moment
- 1909: One Touch of Nature
- 1909: The Girls and Daddy
- 1909: The Golden Louis
- 1909: At the Altar
- 1909: Trying to Get Arrested
- 1909: Confidence
- 1909: A Baby’s Shoe
- 1909: His Duty
- 1909: The Way of Man
- 1909: The Country Doctor
- 1909: The Cardinal’s Conspiracy
- 1909: The Slave
- 1909: A Strange Meeting
- 1909: They Would Elope
- 1909: The Better Way
- 1909: The Hessian Renegades
- 1909: Getting Even
- 1909: The Broken Locket
- 1909: In Old Kentucky
- 1909: A Fair Exchange
- 1909: Wanted, a Child
- 1909: The Awakening
- 1909: The Little Teacher
- 1909: A Change of Heart
- 1909: His Lost Love
- 1909: In the Watches of the Night
- 1909: Weiße Linien auf einer trüben See (Lines of White on a Sullen Sea)
- 1909: What’s Your Hurry?
- 1909: The Light That Came
- 1909: The Restoration
- 1909: Two Women and a Man
- 1909: A Midnight Adventure
- 1909: The Open Gate
- 1909: The Mountaineer’s Honor
- 1909: The Trick That Failed
- 1909: In the Window Recess
- 1909: The Redman’s View
- 1909: Der Weizenkönig (A Corner in Wheat)
- 1909: In a Hempen Bag
- 1909: A Trap for Santa Claus
- 1909: In Little Italy
- 1909: To Save Her Soul
- 1909: Choosing a Husband
- 1909: The Gibson Goddess
- 1909: A Trap for Santa Claus
- 1910: The Rocky Road
- 1910: All on Account of the Milk
- 1910: The Call
- 1910: The Honor of His Family
- 1910:The Cloister’s Touch
- 1910: The Woman from Mellon’s
- 1910: The Duke’s Plan
- 1910: One Night, and Then --
- 1910: The Englishman and the Girl (verschollen)
- 1910: His Last Burglary
- 1910: The Newlyweds
- 1910: The Converts
- 1910: Faithful
- 1910: The Twisted Trail
- 1910: Gold Is Not All
- 1910: The Two Brothers
- 1910: As It Is in Life
- 1910: A Romance of the Western Hills
- 1910: The Gold Seekers
- 1910: The Unchanging Sea
- 1910: Love Among the Roses
- 1910: Ramona
- 1910: A Knot in the Plot
- 1910: The Impalement
- 1910: In the Season of Buds
- 1910: A Child of the Ghetto
- 1910: May and December
- 1910: What the Daisy Said
- 1910: An Arcadian Maid
- 1910: Her Father’s Pride
- 1910: The Usurer
- 1910: Wilful Peggy
- 1910: The Modern Prodigal
- 1910: The Affair of an Egg
- 1910: Muggsy Becomes a Hero
- 1910: Examination Day at School
- 1910: The Iconoclast
- 1910: How Hubby Got a Raise
- 1910: A Gold Necklace
- 1910: That Chink at Golden Gulch
- 1910: The Masher
- 1910: A Lucky Toothache
- 1910: The Broken Doll
- 1910: The Message of the Violin
- 1910: Two Little Waifs
- 1910: Waiter No. 5
- 1910: The Fugitive
- 1910: Simple Charity
- 1910: The Song of the Wildwood Flute
- 1910: A Plain Song
- 1910: Effecting a Cure
- 1910: Happy Jack, a Hero
- 1910: His Sister–In–Law
- 1910: White Roses
- 1910: His Wife’s Sweethearts
- 1911: The Italian Barber
- 1911: The Midnight Marauder
- 1911: Help Wanted
- 1911: His Trust Fulfilled
- 1911: The Poor Sick Men
- 1911: A Wreath of Orange Blossoms
- 1911: Three Sisters
- 1911: Heart Beats of Long Ago
- 1911: His Daughter
- 1911: Teaching Dad to Like Her
- 1911: The Spanish Gypsy
- 1911: Priscilla and the Umbrella
- 1911: Paradise Lost
- 1911: A Knight of the Road
- 1911: His Mother’s Scarf
- 1911: How She Triumphed (verschollen)
- 1911: The Two Sides
- 1911: In the Days of ’49
- 1911: The New Dress
- 1911: The Manicure Lady
- 1911: The Crooked Road
- 1911: Fighting Blood
- 1911: A Country Cupid
- 1911: The Last Drop of Water
- 1911: The Ruling Passion
- 1911: The Rose of Kentucky
- 1911: Swords and Hearts
- 1911: The Villain Foiled
- 1911: The Baron
- 1911: The Squaw’s Love
- 1911: Her Awakening
- 1911: The Making of a Man
- 1911: The Adventures of Billy
- 1911: The Long Road
- 1911: The Battle
- 1911: Through Darkened Vales
- 1911: A Terrible Discovery
- 1911: The Voice of the Child
- 1912: The Baby and the Stork
- 1912: The Engagement Ring
- 1912: The Eternal Mother
- 1912: With a Kodak
- 1912: The Transformation of Mike
- 1912: The Sunbeam
- 1912: A String of Pearls
- 1912: Iola’s Promise
- 1912: Hot Stuff
- 1912: The Punishment
- 1912: Just Like a Woman
- 1912: Won by a Fish
- 1912: The Brave Hunter
- 1912: One Is Business, the Other Crime
- 1912: The Leading Man
- 1912: The Fickle Spaniard
- 1912: The Old Actor
- 1912: When the Fire–Bells Rang
- 1912: The Furs
- 1912: When Kings Were the Law
- 1912: A Close Call
- 1912: Home Folks
- 1912: Lena and the Geese
- 1912: The Spirit Awakened
- 1912: A Dash Through the Clouds
- 1912: The School Teacher and the Waif
- 1912: An Indian Summer
- 1912: His Own Fault
- 1912: The Would–Be Shriner
- 1912: A Child’s Remorse
- 1912: Tragedy of the Dress Suit
- 1912: A Feud in the Kentucky Hills
- 1912: The One She Loved
- 1912: The Painted Lady
- 1912: Heredity
- 1912: My Baby
- 1912: The Informer
- 1912: The New York Hat
- 1912: My Hero
- 1912: The Telephone Girl and the Lady
- 1913: The Tender Hearted Boy
- 1913: Drink’s Lure
- 1913: A Girl’s Stratagem
- 1913: The Unwelcome Guest
- 1913: The Sheriff’s Baby
- 1913: The Perfidy of Mary
- 1913: An ’Uncle Tom’s Cabin’ Troupe
- 1913: The Little Tease
- 1913: A Frightful Blunder
- 1913: A Misunderstood Boy
- 1913: The Wanderer
- 1913: The Stolen Loaf
- 1913: The House of Darkness
- 1913: The Yaqui Cur
- 1913: Olaf–An Atom
- 1913: Just Gold
- 1913: Death’s Marathon
- 1913: The Mothering Heart
- 1913: The Reformers; or, The Lost Art of Minding One’s Business
- 1913: The Enemy’s Baby
- 1913: The Work Habit
- 1913: The Strong Man’s Burden
- 1913: For the Son of the House
- 1913: The Stopped Clock
- 1913: Her Wedding Bell
- 1913: Die Waisen der Ansiedlung (The Battle at Elderbush Gulch)
- 1914: The Mystery of the Milk
- 1914: As It Might Have Been
- 1914: A Nest Unfeathered
- 1914: Judith von Bethulien (Judith of Bethulia)
- 1914: The Scar
- 1914: Her Mother’s Weakness
- 1914: The Science of Crime
- 1914: The Rebellion of Kitty Belle
- 1914: The Honor of the Law
- 1914: A Bit of Human Driftwood
- 1914: A Lesson in Mechanics
- 1914: His Mother’s Home
- 1914: Their Soldier Boy
- 1914: The Tides of Sorrow
- 1914: The Dole of Destiny
- 1914: The Child Thou Gavest Me
- 1914: A Mother’s Way
- 1914: And She Never Knew
- 1914: On the Heights
- 1914: The Way Home
- 1914: The House of Silence
- 1915: Playthings of Fate
- 1915: The Girl He Brought Home
- 1915: The Lady of Dreams
- 1915: Heart’s Hunger
- 1915: His Romany Wife
- 1915: The Call of Her Child
- 1915: After the Storm
- 1915: His Desperate Deed
- 1915: His Brother’s Keeper
- 1915: Lorna Doone
- 1915: One Hundred Dollars
- 1915: When Hearts Are Young
- 1915: Felix Holt
- 1915: Captain Fracasse
- 1915: The Smuggler’s Ward
- 1915: The Drab Sister
- 1915: Jane Eyre
- 1915: East Lynne
- 1915: Twice Won
- 1915: The Rehearsal
- 1915: The Soul of Pierre
- 1915: A Lasting Lesson
- 1915: The Old and the New
- 1915: A Mystery of the Mountains
- 1915: The Tides of Retribution
- 1918: Lillian Gish in a Liberty Loan Appeal
- 1927: Are Brunettes Safe?

### Filme
- 1911: His Trust: The Faithful Devotion and Self–Sacrifice of an Old Negro Servant
- 1915: Civilization
- 1916: Betty of Greystone
- 1916: Susan Rocks the Boat
- 1916: The Marriage of Molly–O
- 1916: Gretchen the Greenhorn
- 1916: Intoleranz (Intolerance)
- 1916: The Microscope Mystery
- 1916: The House Built Upon Sand
- 1917: A Girl Like That
- 1917: Betsy’s Burglar
- 1917: A Woman’s Awakening
- 1917: Souls Triumphant
- 1917: Madame Bo–Peep
- 1917: Time Locks and Diamonds
- 1917: The Stainless Barrier
- 1918: Hearts of the World
- 1918: The Hun Within
- 1918: The Greatest Thing in Life (verschollen)
- 1919: A Romance of Happy Valley
- 1919: The Girl Who Stayed at Home
- 1919: True Heart Susie
- 1919: Scarlet Days
- 1920: The Idol Dancer
- 1920: Mary Ellen Comes to Town
- 1920: Weit im Osten – Mädchenlos (Way Down East)
- 1920: Flying Pat
- 1920: The City of Silent Men
- 1921: Experience
- 1921: Zwei Waisen im Sturm (Orphans of the Storm)
- 1923: The White Rose
- 1924: His Darker Self
- 1925: I Want My Man
- 1927: The Secret Studio
- 1927: Ragtime
- 1927: A Bowery Cinderella
- 1929: The Flying Fool
- 1931: Der Kampf (The Struggle)